# Protomerulius substuppeus
Protomerulius substuppeus är en svampart som först beskrevs av Berk. & Cooke, och fick sitt nu gällande namn av Leif Ryvarden 1991. Protomerulius substuppeus ingår i släktet Protomerulius, ordningen Auriculariales, klassen Agaricomycetes, divisionen basidiesvampar och riket svampar.   Inga underarter finns listade i Catalogue of Life.